# Meneses (apellido)
Meneses (o Menezes en portugués), es un apellido español que tiene su origen en los Montes Torozos en Tierra de Campos, región que fue repoblada entre el siglo X y XI por un grupo de familias provenientes del Valle de Mena.   El ancestro del linaje de los Meneses fue Tello Pérez de Meneses. 